# Eu, tu, și... Ovidiu
Eu, tu, și... Ovidiu, cunoscut și ca Eu, tu și Ovidiu, este o comedie muzicală românească din 1978, regizată de Geo Saizescu. Rolurile principale sunt interpretate de actorii Florin Piersic, Violeta Andrei, Sebastian Papaiani, Dem Rădulescu, Ileana Stana Ionescu și Jean Constantin.
Eu, tu, și... Ovidiu este un film de vacanță care prezintă o poveste de dragoste pe litoralul românesc al Mării Negre în anii '70, având ca pretext realizarea „comenzii 201” de către o uzină metalurgică din Constanța. El a fost unul dintre cele mai populare filme ale anilor ’70. 

## Rezumat
Între uzinele metalurgice „Drum nou” din București și „Prometeu” din Constanța are loc un schimb de scrisori referitoare la pretinsa risipă de material pentru comanda 201 pe care o execută uzina din orașul de pe malul mării. Inginerul Alexandru (Alecu) Răducanu (Florin Piersic), directorul uzinei Prometeu, respinge obiecțiile formulate, susținând că comanda 201 se execută în termen și în conformitate cu standardele în vigoare. El se deplasează la uzina rivală pentru a-și clarifica poziția. În acest timp, brigada artistică a uzinei „Drum nou” din București, laureată a Festivalului Cântarea României, prezintă la televiziune un cuplet muzical-satiric în care incriminează risipa de la uzina rivală.
În urma vizionării acestei emisiuni satirice, directorul general al Centralei îl trimite pe inspectorul tehnolog Bebe Ionescu (Dem Rădulescu) la Constanța pentru a face o anchetă. De asemenea, redactorul șef al ziarului îl trimite pe ziaristul Toma Cernat (Sebastian Papaiani), prietenul lui Răducanu, pentru a scrie un articol despre situația uzinei constănțene. Toma și Alecu urmau să plece împreună cu trenul la Constanța, dar inginerul pierde trenul și se ciocnește de Ioana Teodorescu (Violeta Andrei) din brigada artistică a uzinei „Drum nou”, care pierduse și ea trenul. Cum cei doi aveau valize identice, se produce o încurcătură de bagaje care se va repeta de mai multe ori pe toată durata filmului. În tren, Toma călătorește alături de celelalte trei componente ale brigăzii artistice. Fetele coboară la Costinești, dar cum repartițiile se aflau la Ioana ele se duc la Constanța pentru a găsi un loc de cazare. Toma nu are nici el unde să stea pentru că apartamentul era închis, iar cheia rămăsese la Alecu.
Directorul Răducanu și Ioana călătoresc spre Constanța cu un alt tren în care se mai aflau printre alții inspectorul Ionescu, o doamnă în vârstă (Nineta Gusti), un fost prestidigitator care se ocupă de enigmistică (Geo Saizescu) și un gras care știe toate răspunsurile la rebus (Aurel Giurumia). Între Alecu și Ioana are loc o idilă romantică, fiecare încercând în zadar să ghicească cu ce se ocupă celălalt. Cei doi își dau întâlnire a doua zi în fața statuii lui Ovidiu pentru a relua conversația începută în tren.
Între timp, prin intermediul lui Florea (Cosma Brașoveanu), șeful producției de la „Prometeu”, cele trei fete din brigada artistică și ziaristul Toma sunt cazați în clubul uzinei. Administratorul clubului, Misică (Jean Constantin), îi cazează acolo pe gazetar, pe cele trei fete și pe inspectorul de la centrală. Inginerul Răducanu o duce acolo și pe Ioana, fără a-i spune fetei că el este directorul uzinei. Din lipsă de spațiu, Misică îi mută prin diferite camere. În acea noapte sosește neanunțată și Elvira (Ileana Stana Ionescu), soția inspectorului.
A doua zi, directorul Răducanu se duce la uzină și-i predă inspectorului Ionescu dosarele privind comanda 201. El îi prezintă fabrica ziaristului Toma a cărui valiză fusese iarăși încurcată cu cea a Ioanei. Alecu se întâlnește cu Ioana în fața statuii lui Ovidiu și se plimbă împreună pe malul mării. În acea seară, Ioana își dă seama că Alecu este directorul uzinei „Prometeu” și că el știa de la început cine era ea. Inspectorul Ionescu scrie un raport informativ privind comanda 201, petrecându-și timpul rezervat anchetei mai mult pe plajă. El recomandă să nu se ia niciun fel de măsuri. Toma se duce la București și predă la redacție două articole: un articol despre dragoste, adevăr și principii și ancheta intitulată „Note critice la o critică pe note”. În primul articol sunt prezentate ideile despre dragoste ale lui Răducanu. 
Duminica era programat spectacolul umoristico-muzical „Ce bine e la mare” organizat de uzina „Prometeu”. Directorul Răducanu este însă chemat sâmbăta la o consfătuire de două zile organizată la București în care directorul Georgescu (Octavian Cotescu) de la uzina „Drum nou” susține necesitatea economisirii metalului. A doua zi apare în ziarul „Viața tineretului” articolul despre dragoste, adevăr și principii. Directorul se întoarce în grabă cu avionul la Constanța pentru a asista la spectacol.
Spectacolul începe în absența directorului, iar Misică susține un număr de hipnoză. Inspectorul Ionescu se oferă să fie el cel hipnotizat, iar pe când se afla în transă spune că a venit la Constanța să facă plajă. Directorul sosește când începe cupletul muzical-satiric și ascultă critica formulată de fete la adresa conducerii uzinei „Prometeu”. În ziua următoare Alecu este abordat de angajații uzinei care încep să-i ceară sfaturi în probleme sentimentale. Inspectorul Ionescu este concediat de Centrală pentru incompetență. 
Dându-și seama că o iubește pe Ioana, Alecu pleacă cu mașina lui de epocă („Matilda”) să le prindă pe fete înainte de a pleca spre București. Ioana coboară însă din minicar înainte de a ajunge la gară. Cei doi se reîntâlnesc într-un final și se sărută pe malul mării.

## Distribuție
- Florin Piersic — ing. Alexandru („Alecu”) Răducanu, directorul uzinei metalurgice „Prometeu” din Constanța
- Violeta Andrei — ing. Ioana Teodorescu, membră a brigăzii artistice a uzinei „Drum nou” din București
- Sebastian Papaiani — Toma Cernat, poreclit „Gazetă”, redactor la ziarul „Viața tineretului” din București, prietenul lui Răducanu
- Dem Rădulescu — Bebe Ionescu, inspector tehnolog în Centrala Ministerului
- Ileana Stana Ionescu — Elvira, soția inspectorului
- Jean Constantin — Misică, administratorul clubului uzinei „Prometeu”
- Vasilica Tastaman — Lili, soția lui Misică
- Elena Bodeanu — Victoria, soția lui Toma
- Rodica Popescu-Bitănescu — Rodica, membră a brigăzii artistice a uzinei „Drum nou” din București
- Dana Dogaru — Dana, membră a brigăzii artistice a uzinei „Drum nou” din București
- Adriana Gădălean — Adriana, membră a brigăzii artistice a uzinei „Drum nou” din București
- Aurel Giurumia — călătorul gras care știe toate răspunsurile la rebus
- Nineta Gusti — călătoarea în vârstă din trenul către Constanța
- Geo Saizescu — un fost prestidigitator care se ocupă de enigmistică
- Ștefan Mihăilescu-Brăila — maistrul Baciu de la uzina „Prometeu”
- Cosma Brașoveanu — Florea, șeful Biroului Producție de la uzina „Prometeu”
- Aurel Cioranu — maistrul Martinescu de la uzina Prometeu
- Rodica Mandache — Cornelia, angajată a uzinei „Prometeu”, prietena constănțeană a fetelor din brigada artistică a uzinei „Drum nou”
- Paula Chiuaru — secretara directorului Răducanu
- Cristian Ștefănescu — Costică, angajat al uzinei „Prometeu”
- Draga Olteanu-Matei — țiganca florăreasă
- Coca Andronescu — funcționara CFR din Gara de Nord
- Octavian Cotescu — Georgescu, directorul uzinei „Drum nou”
- Amza Pellea — cantonierul CFR
- Anna Széles — însoțitoarea de zbor din avionul de pe ruta București–Constanța (menționată Ana Szeleș)
- Nucu Păunescu — controlorul de bilete din tren
- Mitzura Arghezi — prezentatoarea emisiunii pe teme medicale de la TVR
- Florina Cercel — dactilografa de la uzina „Drum nou” (menționată Florina Cercel Perian)
- Gelu Manolache — Trică, prietenul Corneliei
- Victor Moldovan — vechiul prieten al ing. Răducanu care-l abordează în Gara de Nord
- Delia Budeanu — crainica TVR (menționată Delia Balaban)
- Nicolae Gherghe
- Liviu Crăciun
- Mihăiță Dragoș
- Doina Enăchescu
- Avy Saizescu
- Dumitru Radu Popescu — pescar
- Petre Sălcudeanu — pescar
- Alexandru Căprariu
- George Vraca Junior (menționat George Vraca)
- Bogdan Stanoevici — tânărul care cântă la chitară în trenul de Constanța
- Ioan Luchian Mihalea — tânăr cântăreț din trenul de Constanța (menționat Ionel Mihalea)
- Romulus Bărbulescu
- Rodica Stoian
- Adriana Șchiopu
- Temistocle Popa — birjarul
- Andreea Cavadia
- Ernesto Ehrenwerth

## Producție
Studioul Cinematografic București a contractat la 26 martie 1959 un scenariu intitulat „Cinci fete cucuiete sau Marea e de vină”,  după o idee a lui Bogdan Căuș. Dialogurile au fost scrise de dramaturgul Alexandru Mirodan. Realizarea filmului a fost amânată o lungă perioadă. Scenariul a reintrat în atenția conducătorilor cinematografiei românești după mai bine de 15 ani, dar Bogdan Căuș și Alexandru Mirodan au renunțat să mai colaboreze la rescrierea scenariului. Varianta finală a scenariului a fost realizată de Alexandru Struțeanu și Beno Meirovici. Regizorul Geo Saizescu era autorul doar al dialogurilor, dar cei doi scenariști au fost de acord ca numele lui să fie trecut pe generic în calitate de coscenarist. 
Filmul a intrat în faza de producție la 3 mai 1977. Filmările au început la 25 iulie 1977 și s-au desfășurat în principal în stațiunile de pe litoralul Mării Negre, fiind finalizate la 25 octombrie 1977.  Filmul a fost realizat în studiourile Centrului de Producție Cinematografică București. Copia standard a fost definitivată la 8 decembrie 1977. Cheltuielile de producție s-au ridicat la suma de 3.117.000 lei.
Pe lângă actorii profesioniști în film apar și doi scenariști: Dumitru Radu Popescu și Petre Sălcudeanu, pe post de pescari la Mamaia.
Muzica din film a fost interpretată de Orchestra de estradă a Radioteleviziunii Române, dirijată de Sile Dinicu. Versurile cântecelor au fost scrise de Flavia Buref și puse pe muzică de compozitorul Temistocle Popa. Coregrafia a fost coordonată de Cornel Patrichi.

## Recepție
Filmul Eu, tu, și... Ovidiu a avut parte de un mare succes la public, fiind vizionat de 3.524.128 de spectatori la cinematografele din România, după cum atestă o situație a numărului de spectatori înregistrat de filmele românești de la data premierei și până la data de 31.12.2007 alcătuită de Centrul Național al Cinematografiei. 
Actrița Violeta Andrei a primit în 1978 Premiul pentru interpretare feminină al Asociației Cineaștilor din România (ACIN) pentru interpretarea rolului său din acest film, ex aequo cu Valeria Seciu pentru rolul său din Înainte de tăcere. 
Criticul Călin Căliman afirma în „Istoria filmului românesc (1897-2000)” că filmul Eu, tu, și... Ovidiu este o comedie muzicală ce reprezintă „o experiență, în fapt, insolită a cineastului, dat fiind tonul parodic, auto-ironic, regizorul fiind primul care «sancționează» poncifele tehnocrate ale intrigii, salvând - totodată - trama amoroasă de capcanele dulcegăriei și șablonului, printr-un ton persiflant, glumeț, dând gag-ului ce este al gag-ului și plonjând, el însuși, în atmosfera degajată a filmului ca personaj «retras în enigmistică».
Vorbind despre Eu, tu și... Ovidiu, criticul de teatru Natalia Stancu a avut cuvinte elogioase la adresa lui: „Filmul făcut cu experiența și talentul lui Geo Saizescu are o plăcută cursivitate, umor, pe alocuri, și un fin contrapunct ironic și, mai ales la început, nerv și inventivitate, gaguri inspirate. Și mai există o calitate: un mai rar întâlnit (până acum în cinematografia românească) bun gust”. 
Criticul Tudor Caranfil a dat filmului o stea din cinci și a făcut următorul comentariu: „Un director și o ingineră de la uzine rivale își fac, la mare, declarații de dragoste fără a-și cunoaște adevărata identitate. Schema din Pe răspunderea mea dreasă cu atmosferă estivală, peripeții, coincidențe, automobil retro și încurcarea valizelor, vechi cai de bătaie ai comediografilor noștri, momente pretins satirice și sprintenul șlagăr „Ce bine e la mare/ când ești în deplasare!”. De reținut, din această comedie, poate cel mai frumos duet muzical din istoria filmului românesc alcătuit, din afonul, dar atât de melodiosul Piersic, alături de Violeta Andrei, apariție suavă, voce proaspătă și emoție pătrunzătoare întrebându-se unul pe altul: „Cine ești tu?” pe versurile Flaviei Buref și muzica lui Temistocle Popa. Câteva apariții cu totul episodice fixează personaje de insectar: Draga Olteanu într-o florăreasă plină de savoare, Amza Pellea mușcând dintr-un sandviș, realizatorul însuși strâmbându-se comic în obiectiv ș.a.m.d.” 
Jurnalistul Cristian Tudor Popescu, doctor în cinematografie și profesor asociat la UNATC, considera că filmul Eu, tu, și... Ovidiu se înscrie printre filmele care prezintă „un univers fictiv, o Românie paralelă”.